# Faramea eurycarpa
Faramea eurycarpa är en måreväxtart som beskrevs av John Donnell Smith. Faramea eurycarpa ingår i släktet Faramea och familjen måreväxter. Inga underarter finns listade i Catalogue of Life.